# Sukajaya (Katibung)
Sukajaya is een bestuurslaag in het regentschap Lampung Selatan van de provincie Lampung, Indonesië. Sukajaya telt 2130 inwoners (volkstelling 2010).